# Black Coffee (album)
Black Coffee este un album demonstrativ înregistrat de cântăreața franceză Patricia Kaas.
La începutul anului 1995, Patricia Kaas încearca să debuteze cu adevărat în industria muzicală din țările anglofone, odată cu lansarea unui nou album, intitulat Black Coffee. Pe parcursul înregistrărilor pentru acest disc, care au loc la New York, Kaas colaborează cu producătorul Phil Ramone, alături de care imprimă douăsprezece piese clasice din jazz. Black Coffee conține preluări ale unor șlagăre celebre, lansate de Billie Holiday sau Bill Withers. Cu toate că albumul fusese înregistrat pe vinil în 1995, el nu a fost niciodată lansat oficial, fiind imprimate doar trei mii de exemplare.

## Conținut
- Ediție Standard:

1. „When The Night Rolls In” — 4:24
2. „Ain't No Sunshine” — 4:21
3. „Company” — 4:27
4. „Don't Let Me Be Lonely Tonight” — 4:57
5. „Sometimes It Snows In April” — 3:54
6. „You Don't Have To Say You Love Me” — 4:19
7. „I Wish You Love” — 4:29
8. „My Life” — 3:36
9. „If You Leave Me Now” — 3:35
10. „Black Coffee” — 3:27
11. „Ain't No Way” — 4:43
12. „I Want To Love You” — 4:23